# امامزاده علمدار
امامزاده علمدار  مربوط به دوره قاجار است و در سمنان، خیابان حکیم الهی واقع شده و این اثر در تاریخ ۱ دی ۱۳۷۶ با شمارهٔ ثبت ۱۹۴۱ به‌عنوان یکی از آثار ملی ایران به ثبت رسیده است.